# シンガサリ王国

シンガサリ王国

シンガサリ王国の支配領域

シンガサリ王国（シンガサリおうこく、インドネシア語: Kerajaan Singhasari）もしくはシンガサリ朝（シンガサリちょう）は、1222年にケン・アンロク（ラージャサ）によってクディリ王国（クディリ朝）を倒して建国され、1292年にクディリ王家の末裔と考えられるジャヤカトワンによって滅ぼされるまでジャワ東部を本拠に栄えたインドネシアの王朝。ラージャサ王朝とも呼ばれることもある。
シンガサリ王国の歴史については、マジャパヒト王国の宮廷詩人プラパンチャによって1365年に完成された地理書であり歴史書である『デーシャワルナナ』と16世紀初頭に編纂されたと推定される中期ジャワ語による編年体の歴史書『パララトン』を中心に中国の史書や他の時代に比べてわずかであるがプラサスティと呼ばれる石碑の刻文からたどることができる。

## 建国者ケン・アンロク（ラージャサ）

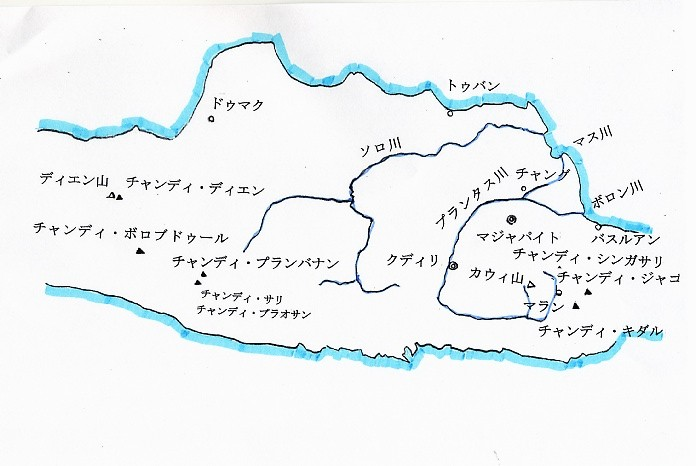
シンガサリ朝歴代君主の廟の位置図。チャンディ・シンガサリの位置は、「デ」の字の下の黒い小さな点

建国者ケン・アンロクは、『パララトン』の伝記によると、農夫の娘から、シヴァ神の息子ないし、化身として生まれ、誕生時には、その体からは光が放たれていたという。ケン・アンロクは、若い頃は、放浪、略奪、盗賊行為を繰り返す国家のお尋ね者であったが、神々の庇護を受けているかのようにつかまったためしがなかった。

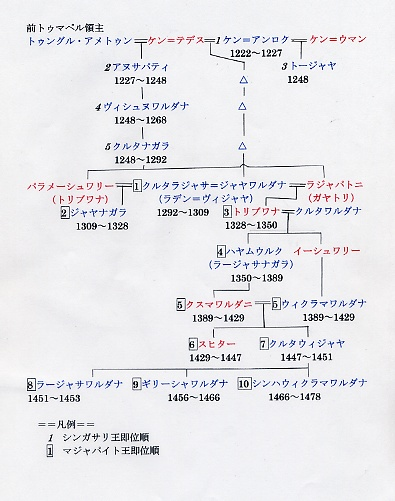
シンガサリ＝マジャパヒト歴代君主系図

やがて、彼は、僧侶ダンヒヤン・ローガウェの養子となり、その助力によって、カウイ山の東部クターラジャ（トゥマペル）の領主トゥングル・アメトゥンに仕えることになったが、ここで領主に取って代ろうと密かな野心をいだくようになる。そして刀工ムブ・ガントリンにクリス（インドネシア式の剣）を造るように命じた。しかし、ムブ・ガントリンは、納品日までにクリスを完成できなかった。ケン・アンロクは、自分の野心を邪魔されたと考え、この刀工を未完成のクリスで刺殺した。ムブ・ガントリンは、死の間際に呪いをかけ、このクリスによって、ケン・アンロクとその子孫7代にわたって刺し殺されることになると言い残して死んだ。
さて、ケン・アンロクの友人クボ・イジョは、件のクリスが気に入ってしまい、ケン・アンロクからクリスを借りることに快諾を得ると大喜びでいつもそのクリスを身に着けていた。そのため、だれもがクリスの持ち主をクボ・イジョであると思い込むようになった。その間、ケン・アンロクは、トゥングル・アメトゥン暗殺の機会を狙っていたのである。ある日、ケン・アンロクは、熟睡しているクボ・イジョからクリスを密かに奪うと直ちにトゥングル・アメトゥンの寝室に入ってこれを殺害し、そのそばに故意にクリスを置いて立ち去った。翌朝、トゥングル・アメトゥンの一族は大騒ぎになり、トゥングル・アメトゥン殺害の犯人としてクボ・イジョは死刑になった。ケン・アンロクは、トゥマペルの領主になり、トゥングル・アメトゥンの未亡人ケン・テデスと結婚した。今度は、ケン・アンロクは、クディリ王国を倒す機会をじっと待つようになった。
1222年、クディリ王国では、王と僧侶たちが対立するようになった。クルタジャヤ王の指導力や行動に不満をいだいた多くの僧侶たちは、トゥマペルに身を寄せるようになっていった。ケン・アンロクが僧侶たちを受け入れているのを知ったクディリ王クルタジャヤは、討伐軍を率いてトゥマペルに攻め入ろうと試みた。クディリ軍とトゥマペル軍は、ガンテル村で激突した。鍛え上げられ、満を持して機会をうかがっていたトゥマペル軍は、クディリ軍を打ち破ってこれを滅ぼし、クディリ領を併合してシンガサリ王国が成立した。
シンガサリ王となったケン・アンロクは、尊称をシュリー・ランガ・ラージャサ・サン・アムルワブミとし、以後ラージャサ王（位1222年 - 1227年）の名で呼ばれる。ラージャサ王は、ダプルと呼ばれる地方行政単位を整備した。彼の治世は、平穏であったと歴史書に記されている。
ところで、ラージャサには、ケン・テデスから生まれたアヌサパティ（『パララトン』での名前。『デーシャワルナナ』では、アヌーシャナータ）、マヒサ・ウォンガ・テレン（テレク）と愛人ケン・ウマンから生まれたトージャヤという3人の息子がいた。

## アヌサパティ（アヌーシャナータ）王とトージャヤ王
実は、アヌサパティは、ケン・テデスの胎内にいたトゥングル・アメトゥンの忘れ形見であった。幼時からラージャサの自分に対する態度と弟たちに対する態度の差に不満を感じていたアヌサパティは、成人してから、本当のことを語りたがらない母からついに自分の出生の秘密を聞きだし、実父の仇というべきラージャサ暗殺の機会を狙うようになる。1227年、刺客パティルにラージャサを暗殺させた。その際に使われたのは、ムブ・ガントリンが鋳造した件のクリスであった。そしてパティル自身も暗殺の証拠隠滅のために殺害された。
こうしてアヌサパティは、王となった（位1227年 - 1248年）。ラージャサの墓は、シンガサリの南方、カグヌンガン寺院に葬られたとされるが現在その正確な場所ははっきりしていない。
アヌサパティは、20年近い治世があったが、生涯を無事に全うすることはできなかった。父ラージャサ王がアヌサパティによって殺害されたことを知っていた愛人ケン・ウマンの子トージャヤは、父の遺恨を晴らすための機会をずっとうかがっていたのである。
アヌサパティの闘鶏好きを知っていたトージャヤは、闘鶏見物にアヌサパティを誘い、闘鶏に夢中になっているアヌサパティをムブ・ガントリンのクリスで殺害した。アヌサパティは、現在のマラン市の南東にあるチャンディ・キダルに葬られた。
ところがトージャヤは王位に就いたものの（位1248年）、アヌサパティの子ランガウニとラージャサ王とケン・テデスの孫に当たるマヒサ・チャンバカに王位を奪われないか常に不安であった。そのため、この二人をルンブ・アンパルに殺させようとしたが、危険を察した二人は友人の家に逃げ込んで隠れたため、ルンブ・アンパルは、任務を果たすことができなかった。そのため、トージャヤは、ルンブ・アンパルがランガウニたちに内通しているとの疑いをいだいた。
居場所がないルンブ・アンパルは、本当にランガウニたちのもとに走った。
当時、首都シンガサリの住民は、ラージャサ集団とシヌリル集団に分かれて反目していた。ルンブ・アンパルは、この2集団を挑発し、そのためこの2集団は相争うようになった。トージャヤは、この争いをやめさせようと両集団の指導者を殺すように命じたところ、かえって2集団は王に対して深い憎悪を抱くようになった。ルンブ・アンパルは、両集団を扇動してトージャヤに反乱を起こさせ、ランガウニも父の恨みを晴らすためにトージャヤを攻めたので、トージャヤは敗北して重傷を負い、その傷がもとでまもなく死んだ。トージャヤの治世はわずか数ヶ月であった。

## ヴィシュヌワルダナ王
ランガウニは即位して、シンガサリ王となり、尊称は、シュリー・ジャヤ・ヴィシュヌワルダナと呼ばれた。すなわちヴシュヌワルダナ王（位1248年 - 1268年）である。ヴシュヌワルダナは、いとこのマヒサ・チャンバカと共同して統治をおこなった。マヒサ・チャンバカには、ナラシンガムルティの尊称が贈られ、「王位を脅かす危険を消滅させる高官」と考えられるラトゥ・アンガバヤという官位に就いた。またヴィシュヌワルダナは、プランタス川の交通を支配し、プランタス川上中流域とマドゥラ海を結ぶ重要な拠点であるチャング・ロルに城塞を築いた。これは、マジャパヒト時代に重要な港のひとつとなった。
ヴィシュヌワルダナは、息子のクルタナガラを1254年に副王というべきユヴァラジャの地位に就けた。研究者によっては、これをクルタナガラの治世の開始と考える者もいる。
1268年、ヴィシュヌワルダナが死去すると、その遺骸は、ワレリ（ウェレリ）に造られたシヴァ神の姿の像の中とブッダの姿をしたジャジャグの寺院に葬られた。ジャジャグの寺院は、マラン市の南東にあるチャンディ・ジャゴである。
アヌーシャナータ王の廟であるチャンディ・キダルとともにシンガサリ時代を代表する寺院建築で、王の姿を写したのは本尊である八臂の不空羂索（ふくうけんじゃく）観音の立像である。この本尊の脇侍には何体かの仏像があったと思われる。
これらの仏像の様式は、北インドの影響を強く受けたものであり、銘文もナーガリー系文字であることから13世紀初頭にゴール朝などのイスラム勢力のベンガル侵入などでインドネシアに避難した仏教僧たちの影響があったものと考えられる。この仏像の様式は、次代のクルタナガラ王の治世にも受け継がれた。

## クルタナガラ王の治世とシンガサリ王国の滅亡
ヴィシュヌワルダナ王が生涯を全うして亡くなると、1268年からクルタナガラが単独で親政をおこなうことになる。即位したときにシュリー・マハラジャディラジャ・シュリー・クルタナガラの尊称を得た。
クルタナガラ王が1269年に発布したサルワダルマ刻文を読むと当時の統治制度をうかがい知ることができる。まず、王を補佐する「上級大臣」ともいうべきマハーマントリとしてラクリャン・イ(マントリ)・ヒノ、ラクリャン・イ(マントリ)・シリカン、ラクリャン・イ(マントリ)・ハルが置かれた。マハーマントリたちの任務は、実務をおこなうラクリャン・マパティ、ラクリャン・ドゥムン、ラクリャン・カヌルハンといった実務をおこなう「大臣」たちに王の命令を通達することであった。これらの大臣たちの下にはタンダ・ラクリャン・リン・パキラキランという官僚集団が置かれた。また、サン・パムグッド（サムグッド）という官職が置かれた。宗教的な事柄については、ダルマデイヤクサリンという仏教指導者が王を助け、サンカダラという尊称を持つマハーブラーマナ（大ブラフマン）が王にしたがっていた。このようなクルタナガラの統治機構は、クディリ王国の制度を踏襲しているが、ラクリャン・カヌルハンに代ってラクリャン・マパティが上位に置かれたことに特徴がある。
1275年、クルタナガラは、「パマラユ」（ムラユの出来事）と称してスマトラのムラユ王国に対する遠征をおこなった。これは、マラッカ海峡の海上交易をジャワにとって有利にするための軍事行動であり、クディリ王国がシュリーヴィジャヤを攻撃したような、ジャワの王朝にとっての伝統的な対外政策のひとつであった。この結果、クルタナガラは、ムラユの属国化に成功したことを、スマトラ中部のバタンハリ川上流パタン・ロチョで発見された仏像台座の銘文に見ることができる。1286年にクルタナガラ王の命令で、不空羂索観音像がムラユに送られると、ムラユ王マウリワルマデーワをはじめとしてムラユの臣民が歓喜したという記事が刻まれている。バタンハリ川は、下流にある港ジャンビとミナンカバウ高地を結ぶ重要な交易路であってマラッカ海峡の海上交易の安定化に欠かせない拠点であった。なお、このときの仏像は今も現存している。また1284年にも、クルタナガラはバリに遠征軍を送って、バリの女王を捕虜として連れ帰っている。
クルタナガラの勢力は、『デーシャワルナナ』によるとスンダ（ジャワ西部）、パハン（マレー半島の一部）、バクラプラ（ボルネオ島南部のタンジュンブラの別名）、マドゥラ島、ムラユ、グルン（ゴロン島を含むパンダ海周辺の群島の総称）に及んだという。また、クルタナガラは、チャンパの王ジャヤシンガワルマン3世と友好関係を結んだ。おそらくジャヤシンガワルマン3世の王妃がクルタナガラの姉妹のひとりであったことによると思われる。
さて、クルタナガラの治世に、1280年以来、元のクビライの使者が冊封を受けて朝貢するよう数度にわたって訪れるようになる。クルタナガラは、元の宗主権を認めるのを潔しとせず、1289年に正使として来朝した孟棋の顔に刺青をして送り返した。そのためクビライは激怒し、同年12月に、討伐軍として2万の兵を500艘の船に乗せ、泉州から出発させた。
ところが、その間、シンガサリ国内では劇的な政変が起こっていた。ラージャサ王以来、旧クディリ領には、代々領主が任命されていたが、1292年、3代目の領主ジャヤカトワンが反乱を起こしたのである。ジャヤカトワンはクディリ王家の末裔と考えられ、彼自身もそれを意識して、先祖の仇を討ちたいと考えていたふしがある。ジャヤカトワンは、クルタナガラの精鋭は、「パマラユ」の遠征のために出かけていて本国が空同然であることを知っていた。そのため、自軍を北方の進路をとる陽動部隊と南方の進路をとる本隊との二手に分け、北方部隊には、通過する道路や町々を破壊させたり、焼き払ったり、略奪したりを繰り返させた。そのため、クルタナガラとシンガサリの高官たちは、クディリ軍が北方からのみ攻めてくることと思い込んで、女婿のラデン・ヴィジャヤに北方クディリ軍を迎撃させた。そして自らは、高官や僧侶たちとタントラ式の宗教儀礼にふけって飲食し酔っ払っている状態であった。そのため、クディリ軍本隊は、一挙に首都シンガサリを突いて、王や高官たちを容易に皆殺しにして、シンガサリ王国は滅亡した。
クルタナガラは、『パララトン』や『ナガラクルターガマ』によると「シヴァブッダロカとして死んだ」と記され、東部ジャワのパンダアン近くにあるチャンディ・ジャウイでシヴァ神やブッダとして崇拝されている。またチャンディ・シンガサリではバイラワ神として祀られている。
ところで、孤立したラデン・ヴィジャヤは、クディリに一旦降伏した。そこへまもなく元の討伐軍がやってきたので、これを契機に、元軍に、倒すべきはジャヤカトワンであると説得してクディリ軍を攻撃させた。元軍は激戦の末、クディリ軍を破った。戦闘によって疲労した元軍を今度はラデン・ヴィジャヤ軍が攻撃を開始した。目的を達成した安心感で本国へ帰りたいという意識しか持てない元軍は、ろくに抵抗もせず船に乗り込んで帰国していった。1294年、ラデン・ヴィジャヤが即位して、クルタラジャサ・ジャヤワルダナの尊称を持った。これがマジャパヒト王国の始まりである。